# Augustine Lonergan
Augustine Lonergan, född 20 maj 1874 i Thompson, Connecticut, död 18 oktober 1947 i Washington, D.C., var en amerikansk demokratisk politiker. Han representerade delstaten Connecticut i båda kamrarna av USA:s kongress, först i representanthuset 1913–1915, 1917–1921 samt 1931–1933 och sedan i senaten 1933–1939.
Lonergan avlade 1902 juristexamen vid Yale Law School och arbetade som advokat i Hartford. Han blev invald i representanthuset i kongressvalet 1912. Han besegrades av republikanen P. Davis Oakey i kongressvalet 1914. Lonergan utmanade sedan Oakey i kongressvalet 1916 och vann. Han omvaldes 1918 men ställde inte längre upp för omval i kongressvalet 1920, eftersom han utmanade Frank B. Brandegee i senatsvalet samma år. Lonergan förlorade mot Brandegee år 1920 och samma sak hände år 1928 mot Frederic C. Walcott.
Lonergan blev igen invald i representanthuset i kongressvalet 1930. Han besegrade sedan den sittande senatorn Hiram Bingham i senatsvalet 1932. Lonergan besegrades av utmanaren John A. Danaher i senatsvalet 1938.
Lonergan var katolik. Han gravsattes på Mount Saint Benedict Cemetery i Bloomfield, Connecticut.